# Maria Majo Merino

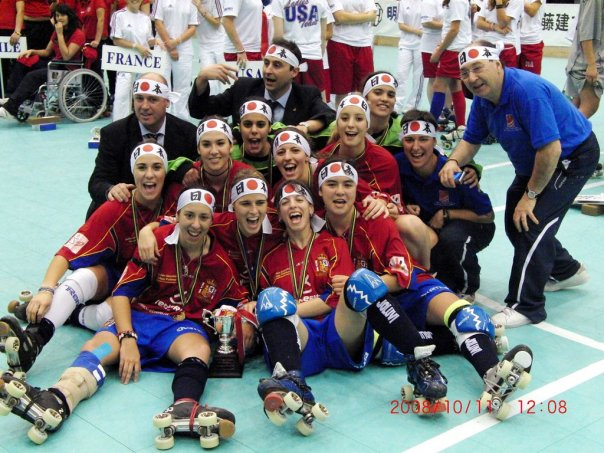
Selección Española, Mundial de Japón 2008. CAMPEONAS

Maria Majó Merino (Arenys de Munt, Barcelona, 25 de julio de 1986) es una jugadora de hockey sobre patines española.  Ha representado a su país como jugadora en dos selecciones nacionales en deportes diferentes, logrando ser campeona del mundo en Hockey Patines (2008) y tercera del mundo en Roller Derby (2019).

## Comienzos
Comienza a la temprana edad de 4 años en la "Escola Sant Martí" de Arenys de Munt y en la categoría de benjamín pasa a jugar al Club Esportiu Arenys de Munt donde juega un total de 17 temporadas hasta el curso 2011-2012 donde se retira temporalmente para viajar a la ciudad de Oviedo a completar su preparación para el examen MIR, necesario para completar su etapa de especialización en medicina. Posteriormente retorna al hockey patines del 2013 - 2016 para hacer nuevamente una pausa en su carrera deportiva, esta vez para ser madre. Embaraza de su primer hijo participa como médico de la selección española de hockey patines en el mundial de Chile 2016.  En 2018 retoma el deporte de élite pero en un nuevo deporte, el Roller Derby, siendo seleccionada nacional y tercera del mundo en los World Roller Games, Barcelona 2019.

## Carrera Nacional
Club Esportiu Arenys de Munt - Hockey Patines:
2010/11 Finalista OK Liga
2010/11 Finalista Copa de la Reina
2006/07 Finalista de la Copa de Europa de clubes Femeninos
2005/06 Finalista Copa de la Reina
2003/04 Ganadora del Campeonato Femenino de España
2001/02 Ganadora de la Liga catalana Femenina y Finalista del Campeonato Femenino de España
2000/01 Finalista del Campeonato Femenino de España
1999/00 Ganadora de la Liga catalana Femenina y Finalista del Campeonato Femenino de España.

Club HP Bigues i Rielas - Roller Derby:
Campeona de España 2019.

## Carrera nacional Internacional
A nivel de selecciones:  
Selección Catalana de hockey patines:
2007 Finalista de la Copa América (Chile)
2011 Campeona de la Copa América (Brasil)

Selección Española de hockey patines:
Como Jugadora:
2003 Finalista del Campeonato Europeo Senior Femenino (Coutras, Francia)
2008 Campeona del mundo (Yuri-Honjo, Japón)
2009 Campeona de Europa ( Saint-Omer, Francia)
2010 Finalista del Campeonato del Mundo (Alcobendas, Madrid-España)
Como Médico:
2016 Campeona del Mundo
2018 Campeona de Europa. 

Selección Española de Roller Derby:
3er. Lugar World Roller Games Barcelona 2019. 

## Vida personal
Siendo la segunda de dos hermanos, realizó su carrera deportiva en paralelo a sus estudios en el instituto de enseñanza secundaria Domènec Perramon de Arenys de Munt y posteriormente sus estudios universitarios en la Universidad de Barcelona sede Hospital Clínic donde se gradúa como licenciada en medicina en el año 2011. Posteriormente realiza su especialización en Rehabilitación y Medicina Física en el hospital de Mataró (2013 - 2017), hospital donde se desempeña como médico adjunto al servicio de Rehabilitación hasta la fecha. Paralelamente a esto, participa como médico de la selección Catalana y Española de hockey patines, consiguiendo un campeonato del mundo, un campeonato Europeo.   
A nivel deportivo, debe suspender la alta competencia el año 2012 para preparar su especialización en medicina, manteniendo su actividad deportiva en divisiones inferiores hasta el año 2016 donde decide suspender el deporte de competencia para ser madre, tras esto, retoma la alta competencia el año 2018 pero en un nuevo deporte, Roller Derby, donde consigue el 3er lugar en el campeonato mundial "World Roller Games Barcelona 2019".   

## Palmarés
- 2018-2019	I Selección Española de Roller Derby
- 2018 - 2019	Campeonato de España	I Club Bigues i Riells
- 2015/2016	I Nac Cat	Arenys de Munt
- 2014/2015	I Nac Cat	Arenys de Munt
- 2013/2014	I Nac Cat	Arenys de Munt
- 2011/2012       OK Liga	Arenys de Munt
- 2010/2011       OK Liga	Arenys de Munt
- 2009/2010	OK Liga	Arenys de Munt
- 2008/2009	OK Liga	Arenys de Munt
- 2007/2008	I Nac Cat	Arenys de Munt
- 2006/2007	I Nac Cat	Arenys de Munt
- 2005/2006	I Nac Cat	Arenys de Munt
- 2004/2005	I Nac Cat	Arenys de Munt
- 2003/2004	I Nac Cat	Arenys de Munt
- 2002/2003	I Nac Cat	Arenys de Munt
- 2001/2002	I Nac Cat	Arenys de Munt
- 2000/2001	I Nac Cat	Arenys de Munt
- 1999/2000	I Nac Cat	Arenys de Munt

- Datos: Q24276800